# The Legend of Zelda
The Legend of Zelda-spilserien (oversat direkte til dansk: Legenden om Zelda) (ofte forkortet Zelda, TLoZ eller LoZ) er en række konsolspil først udgivet 21. februar 1986 af Nintendo. Spillene er skabt af den berømte spildesigner Shigeru Miyamoto. I Japan er serien kendt som ゼルダの伝説 (Zeruda no Densetsu), ofte forkortet til ゼル伝 (Zeru-Den). Spillene foregår primært i en fantasiverden, i kongeriget Hyrule, selvom enkelte har fundet sted i andre forskellige lande og verdener.
Gameplayet indeholder en blanding af action, eventyr, rollespil, gådeløsning og af og til elementer fra platformspil. Spilserien er kendt for sin skønhed og storslåethed, kreativt gameplay og gribende temamusik. Spillene i serien er også blandt de mest solgte konsolspil nogensinde.
I september 2005 passerede Nintendo en milepæl med 47 millioner solgte Zelda-spil.

## Overblik
I The Legend of Zelda-spillene er en dreng ved navn Link hovedpersonen og helten. Det er dog aldrig den samme Link man styrer i hvert spil, bortset fra i The Legend of Zelda: Ocarina of Time og The Legend of Zelda: Majora's Mask, hvor netop dette er tilfældet. Det er typisk Links opgave at redde prinsesse Zelda, som serien er navngivet efter. Hovedskurken i serien er en mægtig Gerudo ved navn Ganondorf, ofte kaldt Ganon, (om end en anden tilbagevendende skurk, Vaati, i seriens nyeste spil har spillet en stor rolle.) Handlingen foregår ofte i landet Hyrule. I de tidlige spil afveg handlingen ikke meget fra "red prinsessen"-temaet, men i de nyeste er plottet divergeret fra hovedhandlingen, og nye elementer er tilføjet historien. I et enkelt Zelda-spil, Link's Awakening, var Zelda slet ikke med, (om end hun kort blev nævnt,) og i Majora's Mask blev hun kun set i et flashback.
Et andet vigtigt element i serien er et guddommelig relikvie kendt som "the Triforce" ("Trekraften" på dansk), der er efterladt af de tre gudinder, der skabte Hyrule. Den består af tre ligesidede trekanter, en for hver gudinde: Magtens Triforce (the Triforce of Power – gudinden Din), Visdommens Triforce (the Triforce of Wisdom – guden Nayru) og Modets Triforce (the Triforce of Courage – guden Farore). Hver del af relikviet vil give sin guddommelige egenskab til dens indehaver; typisk får Ganon Magtens Triforce, Zelda får Visdommens Triforce og Link får Modets Triforce. Hvis de tre dele forenes, vil de opfylde indehaverens dybeste ønsker, så længe han eller hun lever.
Landet Hyrule indeholder mange forskellige slags klima og terræn og mange forskellige racer og stammer bestående af monstre og andre skabninger. Der er mærkbare geografiske forskelle fra spil til spil, men flere karakteristiske områder går igen; herunder "the Lost Woods" ("den Fortabte Skov") og Death Mountain ("Dødsbjerget"). Lake Hylia ("Hyliasøen") er en anden genganger, selvom dette område først introduceredes i det tredje spil.
Zelda-spillene indeholder en blanding af komplekse gåder, stratetisk actiongameplay og udforskning. Denne formel har været mere eller mindre den samme gennem hele serien, med yderligere raffinementer og tilføjelser i hvert af de nye spil, og har været skyld i, at Zelda-spilserien har været blandt Nintendos mest succesfulde, på højde med Mario-serien, Metroid-serien og Pokémon-spillene, hvis ikke højere.
Hovedhandlingen i spillene omfatter ofte at helten må forandre sig selv – som ved at skrumpe (som han gør i Minish Cap) eller ved at forvandle sig selv til en af af verdenens øvrige racer (som han gør i Majora's Mask) – eller verden – eksempelvis ved at skifte årstid (som i Oracle of Seasons) eller ved at besøge parallelle mørke versioner af verdenen (som i A Link to the Past og Twilight Princess)) eller ved at gå frem og tilbage i tiden (som i Ocarina of Time) og for at nå spillets slutning, må spilleren skifte mellem den transformerede verden/Link og den "normale" verden/Link.
Seriens skaber, Shigeru Miyamoto, har udtalt, at The Legend of Zelda er inspireret af hans egne udforskninger på bjergsiderne nær hans hjem i Kyoto,, hvor han vovede sig ind i skove med afskærmede søer, huler og små landsbyer. Ifølge Miyamoto var en af hans mest mindeværdige oplevelser hans opdagelse af en hule i midten af skoven. Efter nogen tøven gik han ængsteligt ind i hulen og udforskede den kun ved hjælp af en lygte. Denne oplevelse har haft indflydelse på Miyamotos arbejde, og huleudforskning er et vigtigt element i de fleste Zelda-spil. Udover Miyamotos barndom har nordisk og japansk mytologi ofte haft en stor indflydelse på serien, og det samme gælder europæisk middelalderkultur. Miyamoto har kaldt skabelsen af Zelda-spillene et forsøg på at skabe en "miniaturehave" for spillerne.

### Figurer

#### The Great Deku Tree
The Great Deku Tree ("Det Store Deku-træ") er et stort træ med et menneskeagtigt ansigt, som vogter over Kokiri'erne der bor i Kokiri-skoven i The Legend of Zelda: Ocarina of Time.
I starten af Ocarina of Time, lider træet af en forbandelse, som Ganon kastede over ham i hans forsøg på at tage The Spiritual Stone of the Forest, som er i træets besiddelse. Træet, som kender Links skæbne, sender feen Navi hen for at indkalde ham. Da Link ankommer, beder Træet ham om at bryde forbandelsen, som kommer i form af en kæmpeedderkop kaldt Queen Gohma.
Selvom Link besejrer Gohma, afslører Træet, at det var dødsdømt før Link var begyndt; før Træet dør giver han Link The Kokiri Emerald og bønfalder ham om at finde "The Princess of Destiny" (Prinsesse Zelda) på Hyrule Castle. Da Link forlader stedet, agerer Mido fjendtligt over for ham, fordi han mistænker Link for Træets død. Efter at den voksne Link fuldfører The Forest Temple opdager han en spire nær Det store Deku-træ, som vokser sig op til at være The Great Deku Sprout.

#### The Great Deku Sprout
The Great Deku Sprout ("Spiren til Det Store Deku-Træ") er genfødslen af det afdøde Store Deku-Træ. Han spirer op efter at Link besejrer Phantom Ganon og Saria opvågner som The Sage of Forest. Spiren er ham, som afslører Links sande identitet som en hylianer, ikke en Kokiri, et tegn på han bibeholder nogle af minderne fra The Great Deku Tree. Ydermere fortæller han Link, at hans mor overdrog Link til Træet, for at blive opfostret som en Kokiri, og at hun døde kort tid efter.

## Sekundære opgaver
Ud over hovedopgaven, der går ud på at redde prinsesse Zelda og redde landet fra destruktion eller onde kræfters herredømme, er der desuden en række mindre opgaver, som Link kan påtage sig. Disse sekundære opgaver belønner typisk spilleren med ting, der gør den primære opgave lettere at klare (ting som hjertestykker, der giver forbedret helse, nye våben, osv.,) og i nogle tilfælde er nødvendige for færdiggørelsen af spillet.
De længste af disse sideopgaver, som er at finde i flere af spillene, er handelsfølgerne. I en handelsfølge får Link først en ting fra en butik eller en ven i spillet. Han bringer da denne ting til en figur i spillet, der har behov for den, og bytter den til en anden ting. Denne anden ting byttes da til en tredje ting hos en anden figur og så videre. Disse handelsfølger har i spillene bestået af helt om til 15 elementer. Ved følgens slutning får spilleren typisk et nyt våben eller en vigtig ting. Det mest kendte eksempel på en handelsfølge er følgen i Ocarina of Time, der udmunder i, at Link får Storgoronens Sværd (the Biggoron's Sword.)
På grund af den, for serien unikke, frihedsbegrænsende tidsbegrænsning i Majora's Mask, spillede sideopgaverne i dette spil en særligt stor rolle. Også her var både korte opgaver, hvor man belønnedes med hjertestykker, men også en lang og vanskelig sideopgave, hvor målet var at samle alle spillets masker og gennemføre fire udfordrende spilområder, for derved at komme i besiddelse af en særligt effektiv maske.

## Steder

### Lake Hylia
Lake Hylia ("Hyliasøen") er en meget stor sø, der første gang dukkede op i det første spil The Legend of Zelda, dog var den på dette tidspunkt unavngivet. Den har i alt medvirket i 10 spil til dags dato, og optrådte senest i spillet fra 2017, The Legend of Zelda: Breath of the Wild. I The Legend of Zelda: Ocarina of Time får den store sø sit vand fra en stor flod, som strømmer gennem en dyb kløft ved ørkenen, samt at den rummer mange ting, blandt andet indgangen til Zora folkets hjemsted, og indgangen til Zoraernes hellige tempel. Den huserer tilmed en fiskedam, hvori man for 20 Rupees kan bruge så meget tid man har lyst til på at fange fisk.

## Spil i serien
| Spiltitel              | Udgivelsesår/sted               | Konsol                     |
| ---------------------- | ------------------------------- | -------------------------- |
| The Legend of Zelda    | 1986 – Japan 1987 – USA, Europa | Famicom / NES              |
| The Adventure of Link  | 1987 – Japan 1988 – USA         | Famicom / NES              |
| A Link to the Past     | 1991 – Japan 1992 – USA         | Super Famicom (SFC) / SNES |
| Link's Awakening       | 1993 – Japan, USA               | Game Boy                   |
| Ocarina of Time        | 1998 – Japan, USA, Europa       | Nintendo 64                |
| Majora's Mask          | 2000 – Japan, USA, Europa       | Nintendo 64                |
| Oracle of Ages         | 2001 – Japan, USA, Europa       | Game Boy Color             |
| Oracle of Seasons      | 2001 – Japan, USA, Europa       | Game Boy Color             |
| Four Swords            | 2002 – USA 2003 – Japan         | Game Boy Advance           |
| The Wind Waker         | 2002 – Japan 2003 – USA, Europa | Nintendo GameCube          |
| Four Swords Adventures | 2004 – Japan, USA 2005 – Europa | Nintendo GameCube          |
| The Minish Cap         | 2004 – Japan, Europa 2005 – USA | Game Boy Advance           |
| Twilight Princess      | 2006 – Japan, USA, Europa       | Nintendo GameCube og Wii   |
| Phantom Hourglass      | 2007 – Japan, USA, Europa       | Nintendo DS                |
| Spirit Tracks          | N/A – Japan, 2009 – USA, Europa | Nintendo DS                |
| Skyward Sword          | 2011                            | Wii                        |
| Ocarina of Time 3D     | 2011 - Japan, USA, Europa       | Nintendo 3DS               |
| The Wind Waker HD      | 2013                            | Wii U                      |
| A Link Between Worlds  | 2013 - Japan, USA, Europa       | Nintendo 3DS               |
| Majora's Mask 3D       | 2015 - Japan, USA, Europa       | Nintendo 3DS               |
| Breath of the Wild     | 2017 - Japan, USA, Europa       | Wii U og Nintendo Switch   |
| Link's Awakening       | 2019 - Japan, USA, Europa       | Nintendo Switch            |

## Historie
Det første spil, The Legend of Zelda, er umiddelbart meget simpelt i forhold til dagens standard, men det var et avanceret spil i sin samtid. Spillet indeholdt blandt andet innovationer som muligheden for at bruge adskillige forskellige ting, en omfattende verden med hemmeligheder at udforske samt spilkassettens mulighed for at gemme spilfremgangen ved hjælp af "batteribackup." Spillet indeholdt også et "andet eventyr" i hvilket man, ved gennemførsel af spillet, kunne genspille hele spillet med en lignende opsætning af den generelle verden, men med nye huler og fangehuller, butikker, ting og huleplaceringer. Dette andet eventyr kunne også spilles direkte ved at indtaste "ZELDA" som navnet på ens figur, når man startede et nyt spil. Udover spillets tekniske innovationer var gameplayet, der bestod af at finde objekter og bruge dem til at løse gåder, kæmpe mod monstre i ægte tid og operere interaktivt med omgivelserne, en succesfuld formel, og den blev kopieret i andre spil i stort omfang. Spillet blev populært i Japan og USA, og mange betragter det som et af de vigtigste konsolspil nogensinde. En modificeret version ved navn BS Zelda blev udgivet til Super Nintendo Entertainment Systems satellitbaserede udvidelse, Satellaview, i midten af 90'erne i Japan.
Det andet spil, kendt som Zelda II: The Adventure of Link (på trods af navnekonventionen fra de andre spil, selvom det i Japan er kendt som The Legend of Zelda 2,) var en afvigelse fra det første spils koncept, da det i stedet for at blive set i fugleperspektiv blev set panorerende i 2-D, og det introducerede rollespilselementer (bl.a. erfaringspoint), som ikke er at finde i andre af seriens spil. Det var også det eneste Zelda-spil indtil Four Swords Adventures, der ikke gjorde brug af valutaen rupier. På grund af disse fundamentale ændringer, betragter mange spillet som seriens sorte får. Både dette spil og dets forgænger blev bemærket på grund af deres guldfarvede kassetter, der skilte sig ud fra systemets normale grå kassetter.
Fire år senere kom spillet The Legend of Zelda: A Link to the Past (i begyndelsen kendt som Zelda III). Spillet vendte tilbage til fugleperspektivet og tilføjede idéen om en alternativ dimension, der skulle udforskes: et land kaldet den Mørke Verden (the Dark World). Det blev udgivet til Super Nintendoen i april 1992. I 2003 blev spillet genudgivet til Game Boy Advance på en kassette med Four Swords, som er det første multiplayerspil i Zelda-serien.
Det næste spil, Link's Awakening, var det første Zelda-spil til Nintendos Game Boy, og samtidig det første der fandt sted uden for Hyrule. Det blev genudgivet til Game Boy Color i 1998 som Link's Awakening DX med enkelte yderligere muligheder.
Efter endnu en pause foretog serien overgangen til 3-D med det femte (officielle og internationale) spil i serien, Ocarina of Time. Dette spil, som i begyndelsen var kendt som Zelda 64, bibeholdt det primære fra de tidligere spils gameplay og var en stor succes både kritikermæssigt og kommercielt. Det betragtes af nogle som det bedste spil nogensinde og opnåede karakteren 10/10 i adskillige konsolspilspublikationer, såvel som den første 40/40-karakter i Famitsu (et prestigefyldt japansk spilmagasin.) Det blev for nylig vurderet som det bedste Nintendospil ud af 200 af Nintendo Power. Spillet blev oprindeligt kun planlagt udgivet til 64 Disk Drive, men blev portet til kassette med fremskridtene i hukommelseskomprimeringsteknologi. Af innovationer i dette spil var muligheden for fastlåsning af mål, en ny mekanik bag gameplayet, der fokuserede kameraet på et nærliggende mål og ændrede spillerens handlinger til at være relative i forhold til målet. En sådan mekanik tillod præcisionsbaseret sværdkamp i et 3-D-rum, hvilket var en revolutionær udvikling.
Ocarina of Time blev udgivet i begrænsede mængder til GameCube i 2002 i USA, hvor det blev tilbudt som incitament til forudbestilling af The Wind Waker. I Europa blev spillet imidlertid udgivet med hver eneste kopi af Wind Waker, på nær med den billigere platinversion. Denne version indeholdt også dele af en tidligere uudgivet 64DD-udvidelse kendt som Ura Zelda. Forudbestillingsbonusversionen blev kaldt Ocarina of Time Master Quest. Ocarina of Time blev portet igen i 2003 til Collector's Edition.
Opfølgeren, Majora's Mask, gjorde brug af samme 3-D-spilmotor som Ocarina of Time (dog uden fixed 3D-objekterne,) men tilføjede idéen om et tidsbaseret gameplay, hvor spilleren kun havde en begrænset mængde tid til at udføre spillets opgaver (dog så mange forsøg som han eller hun måtte ønske), hvilket medførte blandede reaktioner fra seriens tilhængere. Spillet blev oprindeligt kaldt Zelda Gaiden, hvilket er japansk og løst oversat betyder "Zelda, en anden fortælling." Gameplayet undergik større forandringer; udover den partielle tidsgrænse kunne Link, ved hjælp af specielle masker, forvandle sig til forskellige racer med unikke egenskaber. Mens Majora's Mask bevarede den grafiske stil fra Ocarina of Time, var spillets atmosfære også en anden – spillet var meget mørkere og behandlede temaer som død og tragedie på en måde, der ikke tidligere var set i serien, og der blev lagt vægt på den kommende undergang, der ville være et resultat af månens styrten ned på landet Termina.
De næste to spil, Oracle of Ages og Oracle of Seasons, blev udgivet på samme tid til Game Boy Color og hang løst sammen; spillene kunne kombineres til én sammenhængende historie. Spillene blev udviklet i samarbejde med Flagship under Capcom under tilsyn af Shigeru Miyamoto. Spillene var oprindeligt udtænkt som en trilogi kendt som "Triforcens trilogi," som bestod af opdaterede udgaver af The Legend of Zelda og The Adventure of Link og et tredje spil fra serien. Efter at have forhørt sig hos Miyamoto, besluttede firmaet sig for at lave en original trilogi i stedet. Kodeordssystemet, der skulle forbinde de tre spil, blev imidlertid for besværligt og trilogien blev reduceret til blot to spil. Tilhængere kritiserede i begyndelsen Oracle-serien for at være en kopi af Pokémon-ideologien med to spil, der udgives på samme tid for at øge indtægten. Disse påstande forsvandt med spillenes udgivelse, da de er radikalt forskellige. Ages betragtes ofte som værende et gådebaseret eventyr, mens Season er mere actionorienteret.
Det næste Zelda-spil, udgivet til GameCube, blev i begyndelsen antaget for at være endnu et forsøg på at skabe et realistisk udseende spil i takt med, hvad der var forsøgt med N64-spillene, men Nintendo overraskede mange af seriens tilhængere ved at offentliggøre, at det nye spil, The Legend of Zelda: The Wind Waker, ville være cel-shadet – at spillets grafiske stil ville være mere tegneserieagtig, som det først blev set i Segas Jet Set Radio. Frygten for at dette ville have indflydelse på den gameplaykvalitet, tilhængerne havde vænnet sig til, lettedes, da spillet udkom og modtog kritikerros i Japan i 2002 og i resten af verden i 2003. Gameplayet baserede sig på at kontrollere vinden og sejle rundt i en lille båd i en omfattende havbaseret verden samt gåder, der krævede brug af fjendernes våben og hjælperagtige sekundære figurer. Spillet indeholdt også et "andet eventyr," som seriens første spil, der præciserede nogle af historiens elementer.
Efter Wind Waker kom Four Swords Adventures til GameCube; dette spil blev udgivet i den første halvdel af 2004 i Japan og USA og i januar 2005 i Europa. FSA baserede sig på det håndholdte spil Four Swords og var endnu en afvigelse fra tidligere Zelda-spil, da der her fokuseredes på multiplayergameplay og "level-baseret" action (som i de senere Super Mario Bros.-udgivelser). Spillet indeholdt 24 forskellige baner og et oversigtskort; der er ingen stor forbindende oververden. For at gøre brug af multiplayerindholdet måtte hver spiller benytte en Game Boy Advance forbundet til GameCuben ved hjælp af et GBA-GCN-kabel. Selvom spillet fokuserede på multiplayer, var det også muligt at spille selv, uden brug af Game Boy Advance.
FSA var i virkeligheden to spil i et: Hyrulean Adventure, som havde et plot og en tidslinje og det nærmeste, man kommer traditionel Zelda-action, og Shadow Battle, et kampbaseret gameplay, der placerede Link mod Link i en kamp om dominans over unikke arenaer i Hyrule. Den japanske version omfattede et tredje segment kendt som Navi Trackers (oprindeligt udtænkt som et for sig selv stående spil, Tetra's Trackers,) som ikke inkluderedes i de andre udgivelser af spillet. Trackers indeholdt som det første af Zelda-spillene talt dialog mellem størstedelen af figurerne.
I november 2004 i Japan og Europa og i januar 2005 i USA, udgav Nintendo et nyt spil til Game Boy Advance, The Legend of Zelda: The Minish Cap. Det centrale koncept i The Minish Cap er Links evne til at blive mindre ved hjælp af en levende hue ved navn Ezlo. Som lille kunne Link udforske dele af huler fra et nyt perspektiv og komme ind i nye områder gennem ellers ufremkommelige passager. Da Link kunne skifte mellem at være stor og lille ved specielle portaler, der var tilgængelige i de fleste områder, blev gameplayet fremhævet yderlige, og spilleren havde igen to "verdener" at spille i.
I november 2006 blev The Legend of Zelda: Twilight Princess udgivet som det første spil til Wii i USA og i løbet af december blev spillet ligeledes udgivet til Wii i Europa og til Nintendo GameCube i hele verden. Det nye spil stræber igen efter det realistiske udseende og spillet omhandler en mere moden Links kamp for at befri Hyrule af "Tusmørkedomænet" ("The Twilight Realm"), en mystisk kraft der plager landet. Når Link træder ind i dette domæne vil han forvandles til en ulv og gameplayet ændres radikalt. Twilight Princess baserer sig kraftigt på transport til hest og kamp til samme.

## Kritikermodtagelse
The Legend of Zelda-serien betragtes bredt som en af de bedste konsolspilserier nogensinde. The Legend of Zelda: Ocarina of Time betragtes af mange som et af de bedste konsolspil med tiden, og Ocarina of Time og The Wind Waker er to af de seks spil, der har fået karakteren 40/40 i det japanske konsolspilmagasin Famitsu, hvilket gør Zelda-serien den eneste serie med mere end ét spil med denne karakter. Herunder følger resultatet af Game Rankings' lister over anmeldelsessamlinger, der viser den gennemsnitlige anmelderkarakter af hvert af spillene i serien (med undtagelse af de to første).
- The Legend of Zelda: A Link to the Past – 93,9% Arkiveret 4. september 2006 hos  Wayback Machine
- The Legend of Zelda: Link's Awakening DX – 92,0%
- The Legend of Zelda: Ocarina of Time – 97,8%
- The Legend of Zelda: Majora's Mask – 92,2%
- The Legend of Zelda: Oracle of Ages – 92,3%
- The Legend of Zelda: Oracle of Seasons – 92,9%
- The Legend of Zelda: A Link to the Past / Four Swords (GBA) – 91,8%
- The Legend of Zelda: The Wind Waker – 94,8%
- The Legend of Zelda: Four Swords Adventures – 84,4%
- The Legend of Zelda: The Minish Cap – 90,6% Arkiveret 11. januar 2009 hos  Wayback Machine
- The Legend of Zelda: Twilight Princess – 94,7% Arkiveret 11. januar 2009 hos  Wayback Machine
- The Legend of Zelda: Phantom Hourglass – 88,8% Arkiveret 17. februar 2009 hos  Wayback Machine
- The Legend of Zelda: Spirit Tracks – 86,92 Arkiveret 18. juli 2011 hos  Wayback Machine

## Kronologi
Zelda-universets præcise kronologi debatteres ofte blandt tilhængere. Som tiden skred frem og flere spil blev udgivet, blev spillenes rækkefølge på en overordnet tidslinje kompleks og kraftigt diskuteret. Der findes definitive stykker information, der kan forbinde bestemte spil med hinanden, men der er ingen definitiv forklaring på, hvordan de enkelte spil hænger sammen.
Seriens skabere er flere gange kommet med hentydninger til rækkefølgen, men med tiden er de fleste af disse "afsløringer" blevet tilsidesat af nyere materiale, spil og udtalelser.
Meget af flertydigheden i Zelda-seriens kronologi skyldes det faktum, at spillene finder sted over flere århundreder eller sågar årtusinder med flere forskellige inkarnationer af Link, prinsesse Zelda og andre figurer. Yderligere forvirring er opstået som resultat af forkerte oversættelser af de japanske versioner. Nintendos oversættelsesprocedure var i NES/SNES-æraen den, at en japansktalende medarbejder ville oversætte spillets tekst direkte, hvorefter en amerikansk medarbejder (uden forudsætninger for at forstå japansk) ville omskrive det bogstaveligt oversatte engelsk for at tilpasse det amerikansk grammatik og kultur. Manden, der var ansvarlig for dette, var i stor udstrækning Daniel Owsen.
Den generelle tommelfingerregel er, at spillene er den ultimative autoritet. Informationen i spillets instruktionsmanualer betragtes også som kanon, medmindre de er forkert oversatte, eller spillet på den ene eller anden måde modsiger informationen. Manualer betragtes typisk som marketingmateriale eller teknisk materiale, og de er derfor ikke altid udsat for spildesignernes granskning. Information fra andre officielle kilder, såsom magasinet Nintendo Power og spillenes officielle strategiguider, er i nogle sammenhænge også acceptable, om end ikke alle tilhængere anerkender disse kilder. Information fra Zelda.com (og sidens Zelda-encyklopædi) tages generelt med et gran salt, da sidens originale webdesigner ikke var kyndig i Zelda-universet, og Miyamoto skulle efter sigende have bedt ham fjerne en tidslinje fra siden.
Her følger en liste over de af Nintendo udgivne spil efter udgivelsesdato, med hvad der vides om deres placering på tidslinjen:
- The Legend of Zelda var det første spil i serien.
- Zelda II: The Adventure of Link finder med næsten fuldstændig sikkerhed sted mange år efter det originale spil, som det indikeres i manualen ("several seasons" – adskillige årstider). Link er den samme som i det tidligere spil, og er her nær sin 16. fødselsdag.
- The Legend of Zelda: A Link to the Past foregår angiveligt generationer før det første spil, som der lægges vægt på i det amerikanske reklamemateriale og på indpakningen til den japanske version. Der er teorier om, at dette spil skulle være det sidste på Zelda-tidslinjen, grundet spillets slutsekvens, hvor det påstås at Mestersværdet (The Master Sword) ville hvile "for evigt"; disse teorier er imidlertid undergravet i en udtalelse fra spillets skabere.
- The Legend of Zelda: Link's Awakening blev udgivet kort tid efter A Link to the Past, og derfor så spillet oprindeligt ud til at finde sted kort tid efter A Link to the Past med den samme Link. Spillets instruktionsmanual fastslår, at Link forlod Hyrule på en rejse for at opnå indsigt efter at have besejret Ganon. Den japanske officielle hjemmeside fastslår, at spillet er en direkte fortsættelse til Triforce of the Gods (ALttP,) men LA's placering i tidslinjen er muligvis opdateret med Oracle-serien (se nedenfor).
- BS Zelda er en genskabelse af det originale spil, der indeholder BS-X's drenge- og pigemaskot i stedet for Link; men da spillet blot er en genskabelse med nye figurer i stil med Super Mario All-Stars og tilsyneladende ikke har anden baghistore, forbliver dens placering på tidslinjen den samme.
- The Legend of Zelda: Ocarina of Time var ved dets udgivelse det kronologisk første spil ifølge Shigeru Miyamoto.[4] I begyndelsen af spillet er Ganondorf menneskelig, og har endnu ikke fået fat i Triforce. Som spillet skrider frem, finder Ganondorf frem til The Sacred Realm (det hellige rige) og finder Triforce, men da hans hjerte er afbalanceret, deles Triforce i tre. Ganondorf bruger den ene del, Magtens Triforce til at invadere Hyrule, men Link stopper ham, og de syv vismænd ("sages" – disse optræder også for første gang i dette spil) spærrer ham inde i The Sacred Realm ("Det Hellige Rige/Den Hellige Verden").
- The Legend of Zelda: Majora's Mask foregår meget kort tid efter historien om den unge Link i Ocarina of Time, og spillet handler om den samme Link, der er vendt tilbage til sin ungdom.
- The Legend of Zelda: Oracle of Seasons og The Legend of Zelda: Oracle of Ages er forbundet ved hjælp af et kodeordssystem, og den ene finder sted øjeblikkeligt efter den anden. De kan spilles/betragtes i begge rækkefølger, alt efter hvad spilleren måtte foretrække. Sagaen finder sted på et tidspunkt, hvor Triforce antagelig befinder sig på Hyrule Slot, og Ganon antagelig er død. Mange figurer fra Ocarina of Time og Majora's Mask optræder kort i disse spil. Hvis man ved slutningen af spillet forbinder spillene ved hjælp af et kabel for at få den "fulde" slutning, ser man i den sidste scene Link sejle væk på en tømmerflåde, mens han vinker farvel til sine venner. Nogle mener, at disse spil følger efter Link's Awakening, men der er også tegn på, at Link's Awakening fulgte efter – spillets dialog antyder, at den Link og den prinsesse Zelda, der optræder i disse spil mødes for første gang, og det nævnes i slutningen, at Link bliver en helt, mens han i LA var en helt fra begyndelsen.

En anden teori er, at disse spil foregår inde i Triforcen. for det første bliver Link kaldet til dem. For det andet åbner de en portal der fører Link af sted. Dette kan også forklare mange af de ting vi ser i spillene. I ages ser vi lord JabuJabu som lille fisk. 300 senere er han der igen som voksen. Men hvis OoT kommer først og Link mødte JabuJabu i det spil har JabuJabu altså været nødt til at vokse op i Labrynna og være i Hyrule kun lige for de syv år for derefter at tage tilbage til Labrynna? I don't buy it. Og navnene? Labrynna og Holodrum. Der er navne på fantasi verdener og ikke lande man kunne tro eksisterede. Men hvorfor går der så så mange ting igen? Fordi Triforcen er bevidst (ellers kunne den ikke kalde på Link. Accept our quest, Hero) så den har kopieret ting den kender fra Hyrule så Link kunne løse gåden. Det er en god teori.
- The Legend of Zelda: Four Swords blev af Eiji Aonuma i 2004 fastslået til at være den "ældste fortælling" i Zelda-serien, hvilket har medført disput om, hvordan ordet "ældste" skal fortolkes. Link og Zelda var i dette spil barndomsvenner.
- The Legend of Zelda: The Wind Waker finder sted hundreder af år efter Ocarina of Time og et stykke tid efter Twilight Princess. Selvom spillet ikke lader til at have forbindelser til A Link to the Past, vides det at finde sted efter Ocarina of Time. Der eksisterer også, grundet en kryptisk udtalelse fra Aonuma, en mulighed for, at tidslinjen deles i to efter OoT, hvor den ene gren viderefører den ødelagte verden, Link befinder sig i, og hvor han besejrer Ganon, mens den anden gren viderefører verden, som den ser ud, efter Link har vendt tilbage til sin ungdom. Er dette tilfældet, vil TWW befinde sig på den første gren, der følger den "voksne" slutning.
- The Legend of Zelda: Four Swords Adventures finder sted omkring hundrede år[5] efter begivenhederne i Four Swords. Spillet giver nogen baggrundsinformation om Ganon — han kaldes Ganondorf (hans menneskelige form) tidligt i spillet, indtil han får fat på sin trefork og bliver Ganon, som set i ALttP.
- The Legend of Zelda: The Minish Cap foregår lang tid før Four Swords og Four Swords Adventures. Hvis "De Fire Sværds Palads" ("Palace of the Four Sword" – bonusområdet i Game Boy Advance-versionen af ALttP) er kanon, finder The Minish Cap også sted før A Link to the Past. Mange tilhængere har foreslået, at The Minish Cap er det første spil i Zelda-kronologien. Historien i spillet er på tidslinjen den første, der involverer Vaati og beskriver hans oprindelse og transformationen til hans mere velkendte form.
- The Legend of Zelda: Twilight Princess finder sted omkring hundrede år[5] efter Ocarina of Time og før The Wind Waker.
- The Legend of Zelda: Phantom Hourglass finder sted øjeblikkeligt efter The Wind Waker, hvilket er blevet bekræftet af Nintendo.

Nogle tilhængere mener, at seriens kronologi ikke skal skal opfattes så konkret, men at man i stedet bør tolke det som den virkelige verdens legender, der fortælles med forskellige variationer, og altså at hvert spil blot er den samme historie fortalt anderledes. Med de tekniske fremskridt og de altid skiftende krav fra forbrugeren, er den grundlæggende kernehistorie om Link, der redder Zelda fra Ganon og generhverver Triforce, forskønnet, modificeret og ligefrem ændret. Som enhver anden legende ændres The Legend of Zelda, som den genfortælles i løbet af årene.
Uanset hvad, fastholder skaberne, at serien har en fast tidslinje, men grundet de ringe oversættelser i 1990'erne og den konstante debat om, hvilket materiale der er kanon, er det offentligt tilgængelige materiale omdiskuteret, og der vil muligvis ikke rådes bod på det i den nærmeste fremtid. Eija Aonuma har siden hen lovet, at han vil gøre sit bedste for at udbedre skaderne og forhåbentlig offentliggøre tidslinjen en skønne dag, og Shigeru Miyamoto har offentligt udtalt, at der eksisterer et hoveddokument, der indeholder tidslinjen, selvom der ikke er kommet bevis for eksistensen af et sådant dokument i løbet af de år, der er gået, siden Miyamotos udtalelse.

## Tv-serie
Der er lavet en tv-serie over spilserien, der som serien hedder The Legend of Zelda. Seriens 13 afsnit blev vist på Nickelodeon i sidste halvdel af 1989.